# دیوید کاپلو
دیوید کاپلو (انگلیسی: Davide Capello؛ زادهٔ ۲۷ سپتامبر ۱۹۸۴) بازیکن فوتبال اهل ایتالیا است.
از باشگاه‌هایی که در آن بازی کرده‌است می‌توان به باشگاه فوتبال کالیاری و البیا کالچو ۱۹۰۵ اشاره کرد.
وی همچنین در تیم‌های ملی فوتبال زیر ۲۰ سال ایتالیا بازی کرده‌است.